# Elmer Rees
Pour les articles homonymes, voir Rees.
Elmer Gethin Rees, né le 19 novembre 1941 et mort le 4 octobre 2019, est un mathématicien gallois, avec des publications dans des domaines concernant la topologie, la géométrie différentielle, la géométrie algébrique, l'algèbre linéaire et la théorie de Morse pour la robotique. Il a occupé le poste de directeur de l'Institut Heilbronn pour la Recherche en Mathématiques, un partenariat entre l'Université de Bristol et le service de renseignement en renseignement d'origine électromagnétique britannique du GCHQ, depuis sa création en 2005 jusqu'en 2009. 

## Formation
Rees est né à Llandybie et a grandi au pays de Galles. Il a étudié au St Catharine's College, à Cambridge, obtenant un Baccalauréat universitaire ès lettres avant de passer à l'université de Warwick pour son doctorat. Durant sa carrière il a travaillé à l'université de Hull, à l'Institute for Advanced Study, l'université de Swansea et au St Catharine's College, à Oxford, avant de devenir professeur à l'université d'Édimbourg en 1979, où il est resté jusqu'à sa retraite en 2005.

## Prix et distinctions
Il a été élu fellow de la Royal Society of Edinburgh en 1982. L'un de ses plus notables héritages est la création du Centre international pour les sciences mathématiques.
Rees est nommé commandeur de l'ordre de l'Empire britannique (CBE) lors des cérémonies de 2009.
En 1995, il est lauréat de la conférence Forder.